# Hendrik Kemper (1688)
Hendrik Kemper (geb. 1688) was een Amsterdamse klokken- en vijzelgieter. Verspreid over Nederland zijn een tiental klokken van hem bekend uit de periode 1723-1732, zoals:
- het klokje in het oude raadhuis van Domburg (1725)
- een klok in de hervormde kerk van Harlingen (1724)